# Cosmophasis umbratica
Cosmophasis umbratica là một loài nhện trong họ Salticidae.
Loài này thuộc chi Cosmophasis. Cosmophasis umbratica được Eugène Simon miêu tả năm 1903.